# Cities: Skylines II
『Cities: Skylines II』（シティーズ：スカイライン ツー）は、フィンランドのゲームデベロッパーであるコロッサル・オーダーが開発した都市開発シミュレーションゲーム。販売元はスウェーデンのゲームパブリッシャー、パラドックスインタラクティブ。
2015年に発売されたCities: Skylinesの続編として開発され、グラフィックの大幅な強化や経済、交通要素、市民の行動シミュレーションなど各機能が強化されたほか、前作にはなかった四季の変化などの新要素も追加された。

## 発売時期
発表当初からWindows版、PlayStation 5版、Xbox Series X/S版での発売が予定されており、Windows版は2023年10月24日にSteamを通して発売されている。
PS5版及びXboxX|S版に関してはSteam版と同時期の発売になるはずだったが2024年春に一度延期され、その後発表された情報のリリースによって現状では発売日が未定となっている。

## パフォーマンス
グラフィックやシミュレーションが前作より大幅に強化された影響か、リリース前の9月28日に推奨スペックが大幅に引き上げられ、この時点でミドルレンジ相当のPCでは快適に動作できるかどうかが焦点になった。その影響もあってからかリリース後からパフォーマンスが問題になっており、ハイエンドGPUのNVIDIA RTX4090を搭載したPCでもフレームレートが20程度になる不具合が話題になった。既に修正パッチが配信されたがまだ完全な解決には至っていない。
その他、自由度が高かった前作と比べてリリース時点のMOD非対応やシミュレーションに関してなどでユーザーからの不満が多発し、Steamのカスタマーレビューでは賛否両論となっている。

## 前作からの変更点
道路
- 交通事故が実装され、危険運転をする車両が事故を発生させる。また、雨や雪の日などの道路状況が悪い時は事故の発生確率が上がる。
- 高速道路の本線とランプを綺麗に繋げるようになった。

交通システムの改善
- 市民の経路探索のアルゴリズムが年齢層によって異なる。Teen（10代）はできるだけ費用を抑えて移動するようになり、社会人は時間、高齢者は快適性を重視する[10]。
- 前作の路面電車、バス、タクシーに加え、新たに鉄道、地下鉄の車両基地が新たに追加される。これにより路線を敷く際には車両基地を設置する必要がある。また、1つの車両基地から出せる車両数に制限が追加される[11]。

四季の変化の実装
- 四季の変わり方にはマップによって異なり、変化に富んだ四季のある「Temperate」、季節や昼夜の寒暖差が大きい「Continental」、長い冬が続く「Polar」の3種類が存在する[12]。
- 夏と冬にはエアコンの使用量が増え電気使用量が増加し、冬には雪が降るので道路の管理を怠ると自動車事故が発生する確率が高くなるなど、様々な影響をもたらす[13]。
- 季節が変わると、日照時間、雲量、気温、降水量が変化するようになる[13]。

開発ポイントによる道路や施設のアンロック
経済要素の大幅強化
- 多種多様な産業が追加され、その産業ごとに税率を割り当てることができる。また、その産業をもっと成長させたい場合は、減税したり、または「マイナス税」を課す事によって補助金を出すことができる[15]。
- 会社の経営が立ち行かなくなると、社員を解雇することがある[15]。

### 区画
住宅ゾーンの種類の追加
- 前作からある「低密度住宅」「高密度住宅」に加え、新たに「中密度テラスハウス（長屋）」「中密度住宅」「混合住宅」「低家賃住宅」の4種類が追加された[16]。

オフィスゾーンの種類の追加
- 前作からあったオフィス区画が「低密度オフィス」と「高密度オフィス」に分けられた。

自然災害の追加
- 森林火災は乾燥した天候で起こりやすく、都市に広がると都市に大混乱をもたらす可能性がある。
- 竜巻は建物を破壊するなど、広い範囲に被害を及ぼす。

### その他の変更点
- 日本語に正式対応。
- マイルストーンシステムの大幅な改良[18]。
- マップタイル1つの大きさは前作より約3分の1のサイズになり、最大441タイルを開発可能。孤立したマップタイルを取得可能になり、高さ制限も緩和され、前作の約5倍の面積を開発できる[19]。
- グラフィックの大幅な強化。

## エディション
配信開始時にアメリカドル・イギリスポンド・ユーロ以外の通貨を対象とした値上げが行われている。

### 通常版
通常のゲームのみ。事前注文の場合特典としてコロッサル・オーダーの本拠地であるフィンランドのタンペレのマップとランドマークの建物が付属している。価格は6,990円。事前注文時の価格は5,390円だった。

### Ultimate Edition
通常のゲームに加え、いくつかのダウンロードコンテンツが付属している。価格は11,990円。事前注文時の価格は9,690円で上記の事前注文の特典も付属している。

## ダウンロードコンテンツ
Beach Properties Asset Pack
2024年3月25日にリリースされた、ウォーターフロントに活気をもたらすDLC。
ぜいたくな海辺の住宅エリアを作れる膨大なアセットコレクション。
Urban Promenades/Modern Architecture
2024年12月3日にリリースされた、それぞれ30種以上のアセットが収録されたパック。
San Francisco Set
「Expansion Pass」の購入特典。サンフランシスコをテーマにしたセット。
マッスルカーのガレージ建物、マッスルカーモデル5種、警察車両などを追加。ゴールデンゲートブリッジやサンフランシスコのマップも含まれている。
Bridges & Ports Expansion
街に活気ある港を作り、跳ね橋や灯台などの新たな装飾を加えることができるDLC。
100種以上の新アセットと海運産業が含まれている。
Deluxe Relax Station/Soft Rock Radio/Cold Wave Channel
各ラジオパックには、新しい司会者のトークと60分間の楽曲を収録。